# Suri (Indien)
Suri (auch Siuri, bengalisch সিউড়ী Siuṛī) ist eine Stadt im indischen Bundesstaat Westbengalen.
Die Stadt ist der Hauptort des Distrikt Birbhum. Suri hat den Status einer Municipality. Die Stadt ist in 18 Wards gegliedert.

## Geschichte
Vor der Ankunft der Briten in Indien und ihrer Eroberung des Territoriums von Bengalen war Suri nur ein kleines Dorf. Die britischen Kolonisten machten Suri trotzdem zum Distrikthauptquartier von Birbhum, wahrscheinlich aufgrund der günstigen Lage hinsichtlich des Transports und der Kommunikation. Den Status einer Gemeinde erhielt der Ort im Jahre 1876, als die Einwohnerzahl noch unter 7000 Personen lag.

## Demografie
Die Einwohnerzahl der Stadt liegt laut der Volkszählung von 2011 bei 67.864. Suri hat ein Geschlechterverhältnis von 963 Frauen pro 1000 Männer und damit einen für Indien üblichen Männerüberschuss. Die Alphabetisierungsrate lag bei 87,0 % im Jahr 2011. Knapp 74 % der Bevölkerung sind Hindus, ca. 26 % sind Muslime und weniger als 1 % gehören einer anderen oder keiner Religion an. 8,8 % der Bevölkerung sind Kinder unter 6 Jahren. Bengali ist die Hauptsprache in und um die Stadt.